# کریستوفر موریتز
کریستوفر موریتز (انگلیسی: Christoph Moritz؛ زادهٔ ۲۷ ژانویهٔ ۱۹۹۰) بازیکن فوتبال اهل آلمان است.
از باشگاه‌هایی که در آن بازی کرده است می‌توان به باشگاه فوتبال آلمانیا آخن، باشگاه فوتبال شالکه ۰۴، باشگاه فوتبال کایزرسلاوترن، و باشگاه فوتبال ماینتس ۰۵ اشاره کرد.
وی همچنین در تیم‌های ملی فوتبال جوانان آلمان، و جوانان آلمان، بازی کرده است.